# Каратерен
Каратерен (каз. Қаратерең) — село в Аральском районе Кызылординской области Казахстана. Административный центр Каратеренского сельского округа. Находится примерно в 103 км к юго-западу от районного центра, города Аральска. Код КАТО — 433245100.

## Население
В 1999 году население села составляло 135 человек (82 мужчины и 53 женщины). По данным переписи 2009 года, в селе проживало 140 человек (75 мужчин и 65 женщин).